# Адольф Хоффмайстер
Адольф Хоффмайстер (15 серпня 1902 — 24 липня 1973) — чеський письменник, публіцист, драматург, художник, рисувальник, сценограф, карикатурист, перекладач, дипломат, юрист, професор університету та мандрівник. Під час війни редактор радіостанції «Голос Америки», після війни посол у Парижі, з 1951 року професор Академії мистецтв і ремесел у Празі. Був одним із засновників Devětsil (1920), головою Спілки чехословацьких образотворчих художників (1964—1967, 1968—1969), членом Міжнародної асоціації мистецтвознавців. Хоффмайстер представляв Чехословаччину в ЮНЕСКО, ПЕН-клубі та інших міжнародних організаціях. Кар'єра Хоффмайстера завершилася вторгненням військ Варшавського договору до Чехословаччини в серпні 1968 року та подальшою окупацією.

## Біографія

### Молодість, навчання
Народився в родині празького адвоката Адольфа Хоффмайстера (1870—1936) та його дружини Марі, уроджена Шньоблінг (1881—1967). Він виріс у культивованому інтелектуальному середовищі — його дядьками були композитор і педагог Карел Хоффмайстер і класичний філолог Фердинанд Хоффмайстер. З 1914 року родина Хоффмайстерів жила в кубістичному будинку Diamant на розі вулиці Спáленá № 4, який був побудований на замовлення доктора Адольфа Хоффмайстера.
У 1912—1921 роках навчався в І державній чехословацькій реальній гімназії імені Масарика на вулиці Кременцовій у Празі, де зустрілися більшість майбутніх учасників авангардної групи «Devětsil». Коли Devětsil було засновано 5 жовтня 1920 року, Адольф Хоффмайстер став його наймолодшим членом і керуючим директором. У 1919 році він познайомився з братами Чапеками та С. К. Нейман. Після закінчення середньої школи він продовжив навчання на юридичному факультеті Карлового університету в Празі, який закінчив у 1925 році зі ступенем доктора (JUDr). У літньому семестрі 1924 року він вивчав єгиптологію в Кембриджському університеті. Він приєднався до юридичної фірми свого батька як клерк юриста, ставши одним із трьох партнерів між 1930 і 1939 роками. Після приходу Гітлера до влади ця юридична фірма представляла інтереси кількох німецьких вигнанців, у тому числі Томаса Манна.
З 1917 року він писав вірші, які спочатку публікував у журналах під різними псевдонімами, і присвятив себе малюнку та ліногравюрі. У 1922 році він видав свою першу книгу віршів і прози, брав участь із сімнадцятьма творами у весняній виставці «Devětsil» і того ж року здійснив поїздку до Парижа. Він познайомився з Ман Реєм і Осипом Цадкіним. Він став членом Нової групи, яка відокремилася від Devětsil, і виставлявся з нею в залі Манеса в 1923 році. Члени Нової групи були прийняті до Союзу образотворчого мистецтва Манеса, але Хоффмайстер на той час припинив малювати і почав не подати заявку на вступ. У наступний період він присвятив себе карикатурам, які надсилав до газети Lidové noviny. З осені 1925 року він став основним співробітником видавництва «Авентінум» і публікував карикатури, ілюстрації, статті про художників та інтерв'ю з відомими іноземними авторами до «Розправи Авентіна».

### 1926—1930
Здобувши юридичну освіту, він регулярно їздив за кордон і працював кореспондентом багатьох журналів. Окрім відомостей про культурні події, він також надсилав власні замальовки особисто знайомих йому особистостей (Г. Б. Шоу, Г. К. Честертон, Лондон, 1926). У 1926 році він опублікував роман «Тропік Козерога» та збірку віршів «Абетка кохання». Як редактор журналу Pestrý týden він зблизився з головним редактором журналу Сташею Їловською.
У 1926—1930 рр. був одружений з прозаїком і теоретиком мистецтва Марією Прушаковою (1903—2004, пізніше повторно одружена з Гонзіковою, дружиною архітектора Карела Гонзіка).
У 1927 році відбулася його перша персональна виставка в галереї видавництва «Одеон». У квітні 1927 року поет Володимир Маяковський зупинявся в його будинку під час візиту до Праги. Разом із Незвалом він супроводжував по Празі французького поета Філіпа Супо та видавця Леона П'єра-Квінта. Мирослава Гольцбахова виконала балет Хоффмайстер «Парк» на музику Ярослава Єжека в Umělecká beseda. Прем'єра його веселої п'єси «Наречена» у постановці Їндржиха Гонцла відбулася на «Освободженому диваді». Фотографом виступу виступив Ярослав Ресслер. Гофмейстер почав постійну співпрацю з Восковцем, Веріхом і Єжеком, для яких він готував програми та плакати та малював численні карикатури. Спілка образотворчих мистецтв Манеса організувала велику виставку мальованих портретів Хоффмайстер і прийняла його до повноправних членів, а видавництво «Авентінум», для якого він підготував рекламну кампанію до відкриття торгової галереї «Авентінум Мансард», видало його книгу. фейлетони, ілюстровані малюнками. Він також ілюстрував книги Г. К. Честертона для видавництва L. Kuncíř.
У 1928—1930 роках працював редактором у Lidové noviny, а в 1930—1932 роках — у Literární noviny. Він проілюстрував власну сатиричну сторінку Pestrý týden / Барвистий тиждень для журналу Kmen, яким керував Юліус Фучик. Як дизайнер обкладинок та ілюстратор співпрацював з видавництвами L. Kuncíř, V. Petr, A. Srdce, Odeon J. Fromka, Kvasnička and Hampl, Aventinum. Разом з Джеймсом Джойсом він організував чеське видання свого «Улісса» (V. Petr, 1930).
У 1928 році відбулася його перша персональна виставка в Парижі (Visages par Adolf Hoffmeister) у Galerie d'Art Contemporain і реприза цієї виставки в Galerie l'Epoque у Брюсселі. Успіх цієї виставки відкрив можливість співпраці з іноземною пресою, особливо з газетою L'Intransigeant. Став членом комітету празького ПЕН-клубу.
З 1929 року входив до прогресивної організації чеської інтелігенції «Лівий фронт». Він виставив 149 портретів в Авентинській мансарді (каталог зі вступом Карела Тейґе, відкривають Їржі Восковец і Ян Веріх) і підготував серію чеських образів для «Розправи», яка була надрукована на першій сторінці. Брав участь у виставці карикатур у Луїсвіллі. Він проілюстрував «Мандри Гуллівера», календар «Автокомпас» Елішки Юнкової та власний «Календар», виданий «Авентінум» (1930), створив обкладинки для видавництва «Авентінум». Він був одним із членів Спілки образотворчих мистецтв Манеса, які вийшли з асоціації на знак протесту проти консервативних течій (так званих сецесіоністів Манеса), і взяв участь у спільній виставці сецесіоністів у 1930 році. Він відкрив виставку Йозефа Шіми в Авентінум Мансарда.
У 1930 році видавець Отакар Шторх-Марієн відправив його в подорож Європою, щоб взяти інтерв'ю з важливими діячами європейської культури та проілюструвати їх своїми карикатурами. Гоффмейстер зустрічався з Трістаном Тцарою, Джеймсом Джойсом, Ле Корбюзьє, Андре Жідом, Полем Валері та Джорджем Гросом. Після повернення до Праги склав адвокатський іспит і став партнером юридичної фірми Hoffmeister Sr., Tonder, Hoffmeister Jr.

### 1931—1939
У 1931 році художники так званої сецесії з Манеса повернулися до профспілки Манеса, коли їм була запропонована повна мистецька свобода. Хоффмайстер тимчасово повернувся до живопису й восени виставив дві картини на 162-й виставці членів Манеса. Влітку він подорожував з Бедржихом Фойерштайном до Радянського Союзу і зустрівся з Лунчарським, Татліним, Таїровим, Піскатором, Мейєром, а на зворотному шляху до Ленінграда також з Г. Б. Шоу та А. Хакслі. Свої враження він опублікував у книзі «Поверхня п'ятирічки». Запропонував постановку до п'єси В.Дика «Забудки» в Національному театрі.
Карикатурна карта Європи Хоффмайстера була використана на сцені та в друку в новій п'єсі «Цезар» Освобожденного дивака (1932). Критична комедія Хоффмайстер «Співаюча Венеція» (опублікована Мелантріхом у 1946 році) була поставлена на сцені Станового театру. Хоффмайстерова переробка п'єси Карло Гольдоні La bottega del café була успішно поставлена в Національному театрі, а потім і в театрах по всій країні. Він брав участь у виставці сюрреалістичного мистецтва в Mánes (поезія 1932), а також відвідав Єгипет і Палестину.
У 1933 році він виставив 106 карикатур у Чеських Будейовицях (разом з Антоніном Пельцом) і був обраний до комітету спілки Манес. Разом із Незвалом він відвідав Джеймса Джойса в Парижі і привіз йому свій чеський переклад «Анни Лівії Плюрабелли». Він брав участь у заміні редакційної колегії та забезпеченні фінансування журналу Volné měry та як юрист у розробці нового статуту спілки Mánes. Брав участь у виставі «Світ за ґратами» Освобоженського дивацтва.
У 1934 році він підготував міжнародну виставку карикатур і гумору в Manes, в якій він сам брав участь. Виставлені антифашистські твори Джона Хартфілда, який жив у Празі як німецький емігрант, викликали невдоволення німецького посла Вальтера. Коха, який вимагав їх усунення. На будівлю напали праворадикальні студенти, і в той час, коли профспілка Манеса врешті піддалася тиску поліції, завдяки дипломатичному скандалу виставку побачили 60 000 людей. У серпні, будучи членом делегації на Першому з'їзді радянських письменників, Хоффмайстер зняв зображення Горького, Пастернака, Бабеля, Бухаріна, Бєдного та Радека, які тоді були надруковані в журналах «Огоньок», «Світ праце», «Доба», виставлені на виставці. Виставка учасників Mánes і опублікована як альбом Images. Наприкінці року він відвідав Іспанію, де ось-ось спалахнула громадянська війна.
У 1935 р. він виставляв карикатури разом із спілкою Манеса в Остраві, Братиславі та Кошицях, а також з А. Плецем у Бенешові. Став членом антифашистського Клубу чесько-німецьких театральних діячів, де познайомився з гуртком празьких німців і композитором Гансом Красою, для якого пізніше написав лібрето дитячої опери «Брундібар» (1938). У 1938 році його комедія «Юність у виставі» з музикою Ганса Краси була поставлена празьким театром Kleine Bühne під керівництвом Е. Ф. Буріана і того ж року була виконана в німецькому перекладі («Anna sagt nein»). У березневому номері журналу Тейґе «Доба» він опублікував критичну статтю «Соціалістичний реалізм про необхідність творчої свободи», а також критикував умови в СРСР у серії статей у «Вільних думках» (1935—1936). У Празі він супроводжував Андре Бретона та Поля Елюара. Створив оновлену мапу Європи для сцени вистави «Освободжене дівадло» Реверс і аверс (1936).
Після смерті батька в 1936 році став керівником юридичної фірми Hoffmeister, Tonder, Pacák. Театр Е. Ф. Буріана D 36 представив «Matinee of Caricatures» — показ карикатур Хоффмайстер, Бідло, Пельца та Хартфілда, що супроводжувався сценічними виступами. Восени їздив з арх. Ярослав Фрагнер по США і опублікував малюнки та тексти в книзі «Американські гойдалки». Він став членом Комітету допомоги демократичній Іспанії.
У 1937 році він брав участь у ювілейній виставці спілки Манеса з нагоди 50-річчя її заснування та читав лекції про мистецтво на заході спілки Манеса та на виставці чехословацького авангарду в Будинку художньої промисловості в Празі. (Národní 38). Разом з А. Пельцом експонував карикатури на виставці в Будинку мистецтва в Остраві. Фашисти в керівництві галереї безуспішно намагалися домогтися видалення малюнків Гітлера і Муссоліні, і скандал набув широкого розголосу в пресі. Очолював тур союзу Манеса в СРСР. Радянська цензура виключила з виставки чехословацького мистецтва в Москві роботи багатьох художників, у тому числі Гофмейстера. Подальші репресії цензури також вплинули на виставку Today's Mánes у Празі, і Еміль Філла запропонував членам профспілки Mánes створити спеціальні роботи для виставки Artists Accuse.
Адольф Хоффмайстер був нагороджений золотою медаллю на Всесвітній виставці в Парижі.
У січні 1938 р. статтею в «Творбі» під назвою «НІ!» визначився проти С. К. Раніше Нейман нападав і захищав право художника на свободу, яка не підпорядковується диктату соціалістичного реалізму. Брав участь у виставці членів профспілки Манеса «Чорне і біле». Письменницька спільнота делегувала його на антифашистські письменницькі збори в Парижі та Лондоні для захисту чехословацьких інтересів проти планів В. Рансімена приєднати Судети до Третього рейху. Протягом року він займався антифашистською діяльністю — у Парижі він мав виставку антифашистських карикатур у Maison de la Culture, яку відкрив Луї Арагон, і він запропонував кампанію збору коштів серед членів Манес союз. Брав участь у конгресі ПЕН-клубу в Празі та в діяльності Асоціації чехословацьких письменників.
На початку 1939 року його карикатури були виставлені в Салоні Топіча на посмертній виставці Карела Чапека та на виставці образів членів спілки Манеса.